# Mest gynnad nation
Mest gynnad nation (MGN) är en central princip inom Världshandelsorganisationen (WTO). MGN-principen innebär att en stat inte får favorisera en annan medlemsstat inom WTO vad gäller import eller export av en vara eller tjänst. Ett land får alltså till exempel inte ha olika tullavgifter på samma vara från olika länder. Principen kan dock frångås genom frihandelsavtal. Principen får även frångås vid handel med fattiga u-länder, där differentierad behandling får tillämpas med syfte att stödja utvecklingen i dessa länder.